# Clanculus
Genre
Clanculus est un genre de mollusques gastéropodes.

## Liste des espèces

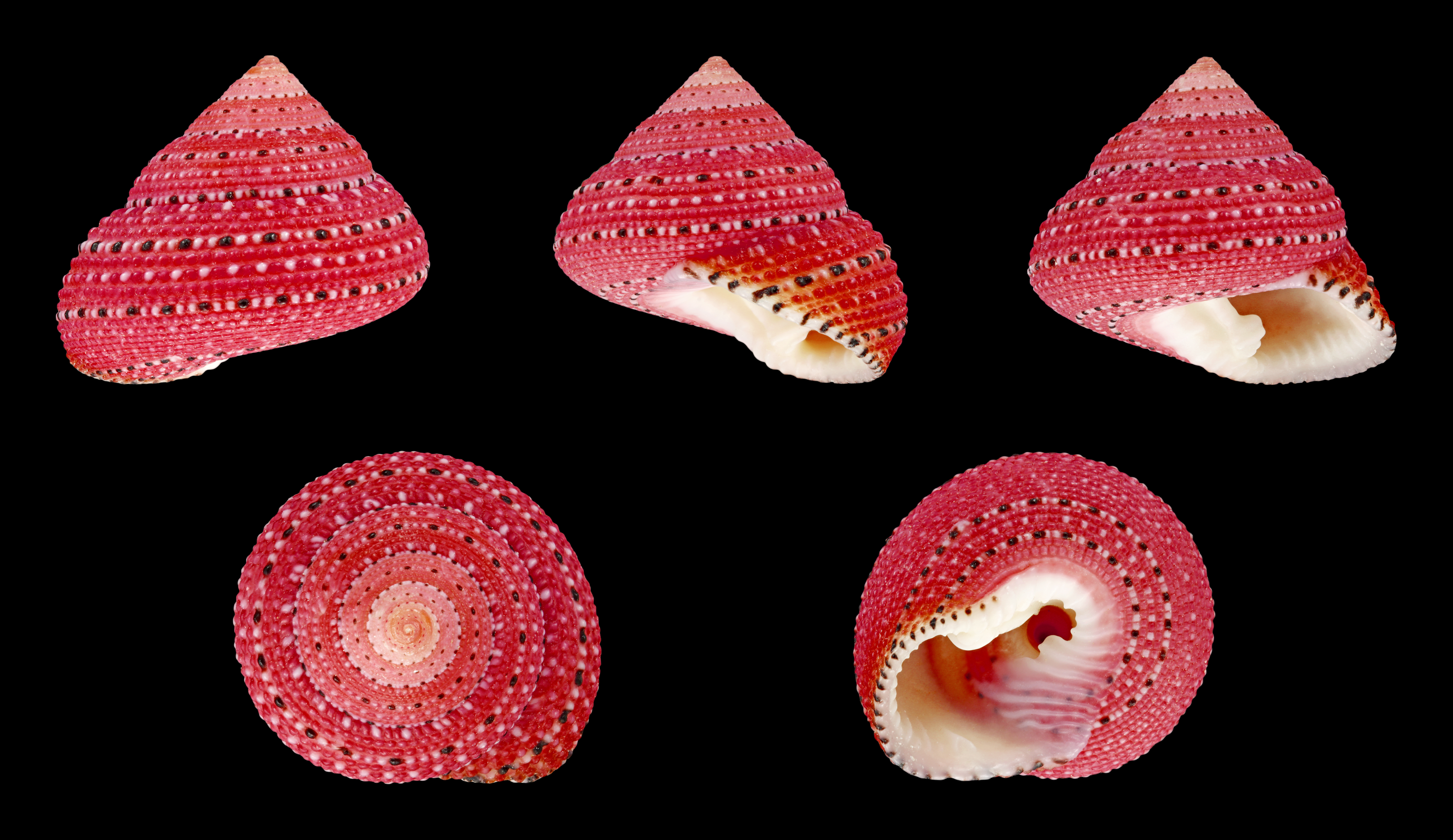
Clanculus puniceus.

N.B. : cette liste est probablement incomplète.
- Clanculus atropurpureus Gould, 1849.
- Clanculus clanguloides Wood, 1828.
- Clanculus corallinus (Gmelin, 1791).
- Clanculus cruciatus Linnaeus, 1758.
- Clanculus granti C Hedley, 1907.
- Clanculus margaritarius Philippi, 1847.
- Clanculus maugeri Wood, 1828.
- Clanculus pharaonius Linnaeus, 1758.
- Clanculus puniceus Philippi, 1846.
- Clanculus rarus Dufo, 1840.
- Clanculus undatus Lamarck, 1816.
- Clanculus undatoides Tenison-Woods, 1879.